# MD Helicopters MD Explorer

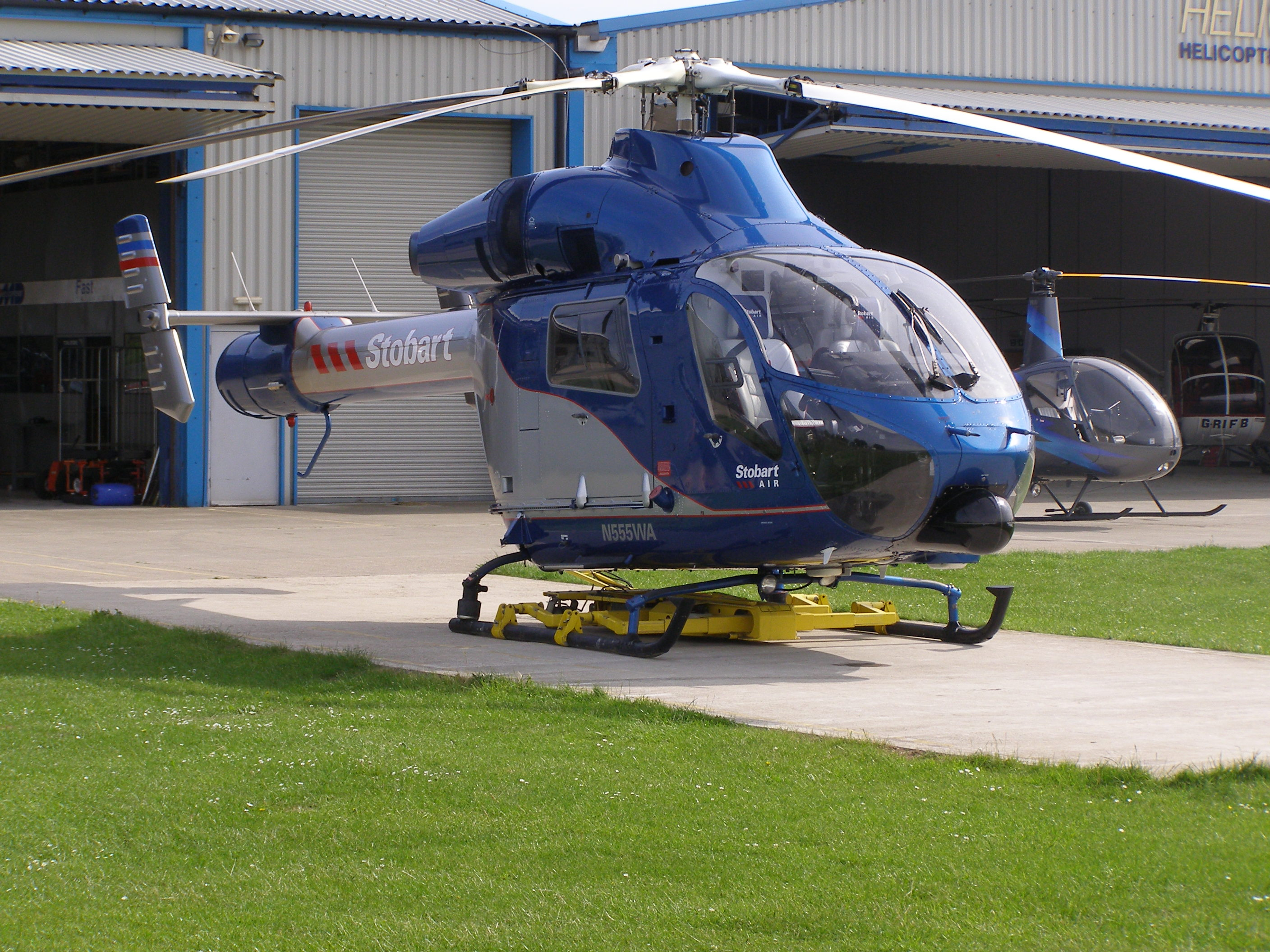
MD 900 Explorer

O MD Explorer, anteriormente conhecido como MD 900 Explorer, é um sofisticado helicóptero bimotor de pequeno porte para transporte executivo, turístico e de passeio, transporte aeromédico e para uso policial, impulsionado por duas turbinas Pratt & Whitney PW206E, com capacidade para transportar dois pilotos e cinco ou seis passageiros em missões típicas dentro de metrópoles, pousando e decolando de helipontos e heliportos, e também para viagens intermunicipais.
O MD Explorer é fabricado nos Estados Unidos pela MD Helicopters, de propriedade da corporação Patriarch Partners.
A versão executiva do MD Explorer pode ser equipada na cabine de passageiros com um pequeno refrigerador para bebidas.

## Características
O helicóptero MD Explorer foi projetado com uma tecnologia de sistema antitorque disponível no mercado internacional de asas rotativas, chamada NOTAR (um acrônimo da expressão No Tail Rotor), criada, desenvolvida e patenteada pelo extinto fabricante norte-americano McDonnell Douglas e, posteriormente, comprada pela Boeing e licenciada para a MD Helicopters americana.
O sistema antitorque NOTAR dispensa o conjunto de rotor de cauda, presente na grande maioria dos helicópteros, por um conjunto formado por uma espécie de ventilador ou blower embutido no cone de cauda alargado e adaptado para permitir a circulação do fluxo de ar até sua extremidade. É equipado com um mecanismo regulador da saída de ar, gerando assim o efeito antitorque, necessário para manter e auxiliar a manobrabilidade ou estabilidade da aeronave.
O alto nível de segurança e o baixo nível de ruído interno e externo alcançados pelo MD Explorer se explicam justamente pela ausência do rotor de cauda, que é considerada uma peça crítica na maioria dos helicópteros disponíveis no mercado, seja para uso civil ou militar.
As vendas do MD Explorer foram iniciadas na década de 1990 pela divisão de helicópteros da norte-americana Mc Donnell Douglas. A venda desse fabricante americano para a Boeing, com o consequente processo de fusão, atrasou por algum tempo a continuidade do projeto, até a sua patente finalmente ser licenciada pela Boeing inicialmente para a corporação holandesa RDM Holding e, posteriormente, para a empresa de private equity Patriarch Partners.

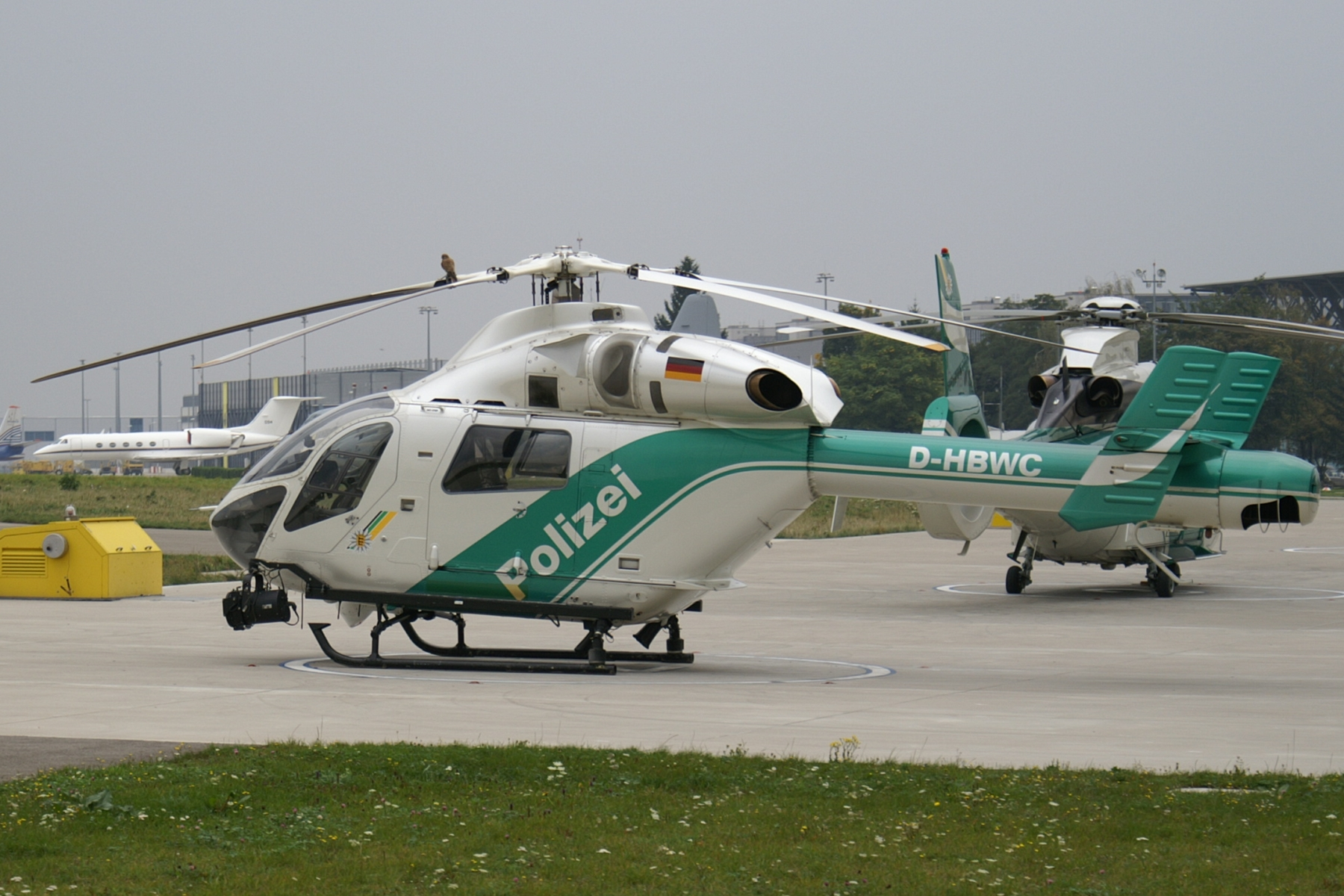
MD 902 Explorer - Versão atualizada, mais recente do Explorer
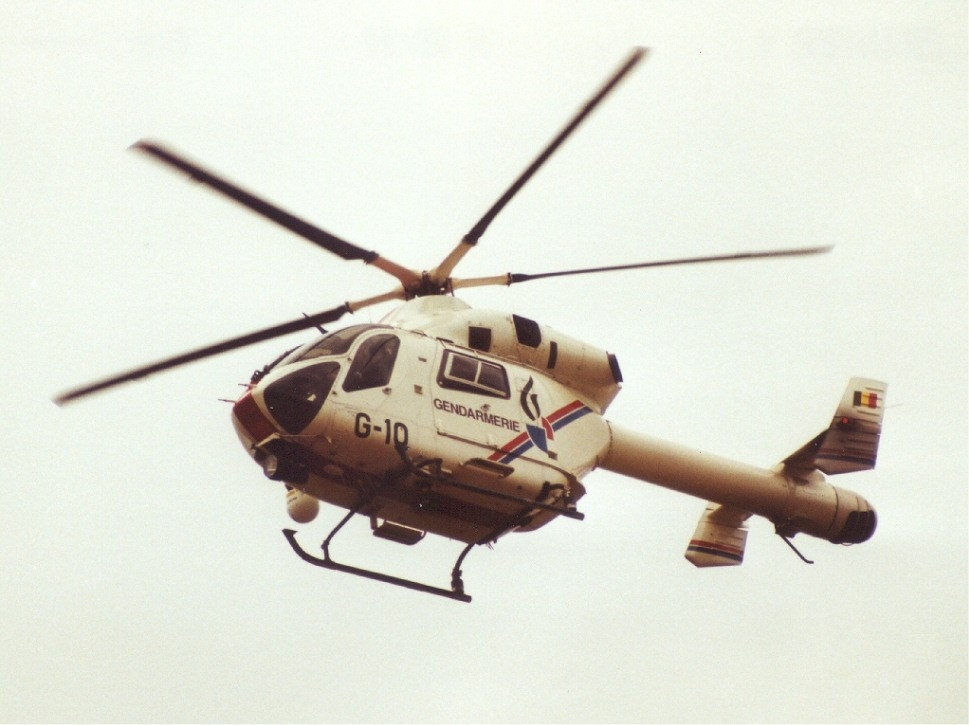
MD 900 Explorer - Aeronave confortável e robusta